# Елисавета дьо Куртене
Елисавета дьо Куртене (Елизабет дьо Куртене, на френски: Elisabeth de Courtenay) е латинска принцеса и българска царица, съпруга на цар Борил. Тя е първата западноевропейска принцеса, която влиза в търновския дворец.

## Биография

### Произход
Дъщеря е на Пиер II дьо Куртене, владетел на Латинската империя, и на Йоланда Фландърска, императрица, която от името на съпруга си управлява самостоятелно от 1217 до 1219 г. Тя е и племенница на императора на Латинската империя Анри Фландърски.

### Брак и управление
Балдуин д'Авен, Хрониката на Фландрия и други западноевропейски хроники съобщават, че племенница на латинския император Анри – дъщеря на сестра му Йоланда Фландърска, може би Елизабет, е била дадена за жена на „Йоханис“ – име, което се свързва цар Борил. Историците, които смятат тези източници за надеждни, твърдят, че Борил се e oженил за племенницата на Анри след мирния им договор през 1213 или 1214 г. Елисавета e негова втора съпруга след Анна Куманката.
През 1218 г. Иван Асен II, братовчед на Борил и легитимен наследник на трона, се завръща от изгнание, детронира, ослепява и затваря Борил в манастир. Не е известно каква е съдбата на Елисавета след това, но най-вероятно тя е изпратена в Константинопол. Преди февруари 1219 г. се омъжва за Гоше дю Пюизе, син на графа на Бар сюр Сен Мийон IV, а през 1220 г. за Юд I, господар на Монтагю от 1205 г. 

## Потомство
От третия си брак с Юд I тя има осем деца:
- Александър дьо Монтагю (* 1221 † 1249), господар на Монтагю, съпруг на Маргьорит дьо Мон Сен Жан
- Гийом I дьо Монтагю (1222 † 1300), господар на Монтагю, съпруг на Жак дьо Сомбернон и на Дамерон дьо Бюфон
- Филип дьо Монтагю (* 1227), господар на Шани, съпруг на Фльор д'Антини и на Маргьорит дьо Сен Флорентан
- Гашер дьо Монтагю (* 1230), господар на Жамбъл
- Юд дьо Монтагю (* 1231)
- Дъщеря († млада)
- Дъщеря († млада)
- Маргьорит дьо Монтагю (* 1232), господарка на Вилньов